# Stor-Gäddträsket
Stor-Gäddträsket är en sjö i Piteå kommun i Norrbotten och ingår i Byskeälvens huvudavrinningsområde. Sjön har en area på 2,84 kvadratkilometer och ligger 409 meter över havet. Sjön avvattnas av vattendraget Gäddträskån.

## Delavrinningsområde
Stor-Gäddträsket ingår i det delavrinningsområde (727049-169310) som SMHI kallar för Utloppet av Stor-Gäddträsket. Medelhöjden är 441 meter över havet och ytan är 21,95 kvadratkilometer. Det finns inga avrinningsområden uppströms utan avrinningsområdet är högsta punkten. Gäddträskån som avvattnar avrinningsområdet har biflödesordning 3, vilket innebär att vattnet flödar genom totalt 3 vattendrag innan det når havet efter 111 kilometer. Avrinningsområdet består mestadels av skog (62 procent) och sankmarker (16 procent). Avrinningsområdet har 3,3 kvadratkilometer vattenytor vilket ger det en sjöprocent på 15 procent.